# Maret Grothues
Maret Grothues, född 16 september 1988, är en nederländsk volleybollspelare (spiker). Hon spelar (2022) för Panathinaikos och seniorlandslaget. Tidigare har hon spelat för Aydın BBSK, CSM București, Volleyball Casalmaggiore, Chemik Police, Fenerbahçe SK, Südtirol Bolzano, PGE ATOM Trefl Sopot, RC Cannes, Banca Reale Yoyogurt Giaveno, Lokomotiv Baku, Cariparma Sigrade Parma, TVC Amstelveen, VV Martinus, Longa '59 och Eurosped.